# Mordella schapleri
Mordella schapleri es una especie de coleóptero de la familia Mordellidae.

## Distribución geográfica
Habita en Argentina.